# Iljušin Il-12
Iljušin Il-12 (V kódu NATO „Coach“) byl sovětský dvoumotorový celokovový dopravní a transportní letoun s příďovým zatahovacím podvozkem, který měl nahradit stroje Lisunov Li-2.

## Vývoj

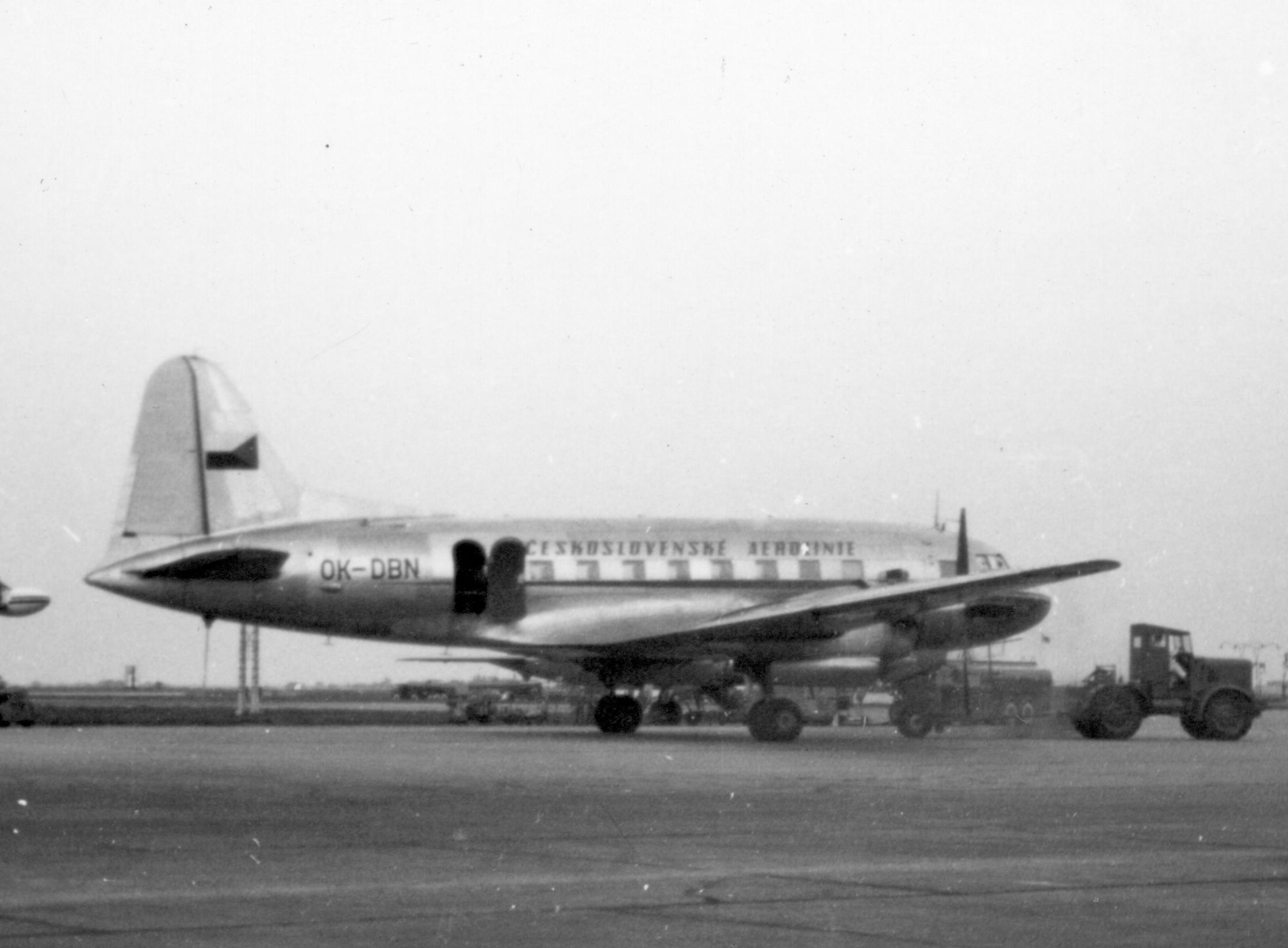
Československý Il-12 v Paříži roku 1957

Vývoj byl zahájen již v době druhé světové války. První prototyp vzlétl 15. srpna 1945 se dvěma vznětovými motory AČ-31 A. D. Čaromského. Zalétávací piloti Vladimír a Konstantin Kokkinaki však kritizovali nespolehlivé pohonné jednotky, které se Iljušin rozhodl zaměnit za dvouhvězdicové čtrnáctiválce AŠ-82FN konstruktéra A. D. Švecova.
První prototyp Il-12 s novými motory o výkonu po 1 360 kW zalétali bratři Kokkinakiové 9. ledna 1946. Vrtule byly čtyřlisté stavitelné AV-9Je. Pilotní kabina byla pětimístná, prostor pro cestující pojal 27 nebo 32 sedadel. V průběhu roku 1947 byly Il-12 vybavovány zdokonaleným odmrazováním náběžné hrany křídla a ocasních ploch.
Sovětský Aeroflot obdržel první sériové letouny, vyráběné od roku 1946 do roku 1949, na jaře 1947 a v srpnu téhož roku s nimi zahájil zkušební provoz. V březnu 1948 byly Aeroflotem poprvé oficiálně nasazeny na pravidelnou linku Moskva—Taškent.
Varianta Iljušin Il-12T byla určena jako nákladní se zvětšenými dveřmi a podlahou upravenou pro přepravu až 3 500 kg nákladu.
Vojenská výsadková verze Il-12D pro 37 výsadkářů byla vybavena střeleckou věží s kulometem UBT.
Od roku 1949 do roku 1960 vlastnily letouny Il-12 také Československé aerolinie v celkovém počtu deset letounů (imatrikulace OK-CBA, -CBF, -DBB, -DBC, -DBD, -DBG, -DBN, -DBP, -DBU a -DBW). Dva letouny krátce užívala i Československá armáda k tažení nákladních kluzáků.

## Specifikace

### Technické údaje
- Posádka: 4–5
- Kapacita: 18–24
- Rozpětí: 31,7 m
- Délka: 21, 3 m
- Výška: 8,1 m
- Nosná plocha: 103 m²
- Hmotnost (vzletová): 17 000 kg
- Hmotnost (prázdný): 9 000 kg
- Motor: 2 × hvězdicový motor AŠ-82FN, 1 360 kW

### Výkony
- Maximální rychlost: 375 km/h
- Cestovní rychlost: 320 km/h
- Dolet: 1 900 km
- Dolet s maximální zátěží: 300 km